# Liste der BOS-Leitstellen

Karte der BOS Leitstellengebiete in Deutschland

Dieser Artikel behandelt Leitstellen in Deutschland, die durch Behörden und Organisationen mit Sicherheitsaufgaben (BOS) betrieben werden.

## Allgemeines
In der Vergangenheit hatte jede größere Stadt und jeder Landkreis eigene Leitstellen, die sich um die Annahme des Notrufs und deren Weiterverarbeitung gekümmert haben. Ein Notruf erfolgte über die Telefonnummern 110 (Polizei) oder 112 (Feuerwehr bzw. Rettungsdienst), letzterer auch über die Servicenummer 19222 oder (noch früher) örtlich festgelegte Festnetznummern. Im ungünstigsten Fall musste man drei Leitstellen pro Bereich betreiben. Für jede Leitstelle muss genügend Personal (Disponenten) und ausfallsichere Technik vorgehalten werden. Oft wurde auch eine Mindestschichtstärke von zwei Disponenten definiert, damit ein einzelner evtl. ohnmächtiger Disponent einen gesamten Notrufbereich nicht lahmlegt.
Um Kosten zu senken, kann man einzelne kleine Leitstellen zu großen „Regionalleitstellen“ zusammenschließen, die dann mehrere Bereiche bearbeiten. Zusätzlich kann man Feuerwehr und Rettungsdienst von einer Leitstelle disponieren und somit auch unter einer einheitlichen Nummer erreichen, man spricht dann von „Integrierten Leitstellen“ (ILS). Dies verringert den Personal- und Technikaufwand erheblich und soll unklare Sachlagen vermindern, indem Notrufe, die den Rettungsdienst betreffen und unter der 112 eingehen, nicht zuerst noch an die Rettungsleitstelle weitergeleitet werden müssen und somit ein Zeit- und Informationsverlust entstehen könnte. Integrierte Leitstellen sind mit Ausnahme des Rettungsdienstbereiches Mainz bundesweiter Standard. Wenn Polizei-, Feuerwehr- und Rettungsdienstnotruf in einer Leitstelle bearbeitet werden, spricht man von einer „Bunten Leitstelle“. Bunte Leitstellen sind in der Praxis schwer zu realisieren, aber doch umsetzbar, wie die Erfahrungen mit der Kooperativen Regionalleitstelle Weserbergland zeigen.

## Flächendeckender Aufbau von Integrierten Leitstellen in Bayern und Südwestdeutschland

### Baden-Württemberg
Seit 1. Oktober 2020 erreicht in Baden-Württemberg jeder Anruf beim Notruf 112 eine integrierte Leitstelle. Als letzte ILS ging am 1. Oktober 2020 die Leitstelle Heidelberg/Rhein-Neckar offiziell in Betrieb. Damit ist nun auch der langjährige Umstieg von der Servicenummer 19222 auf die Notrufnummer 112 abgeschlossen.

### Bayern

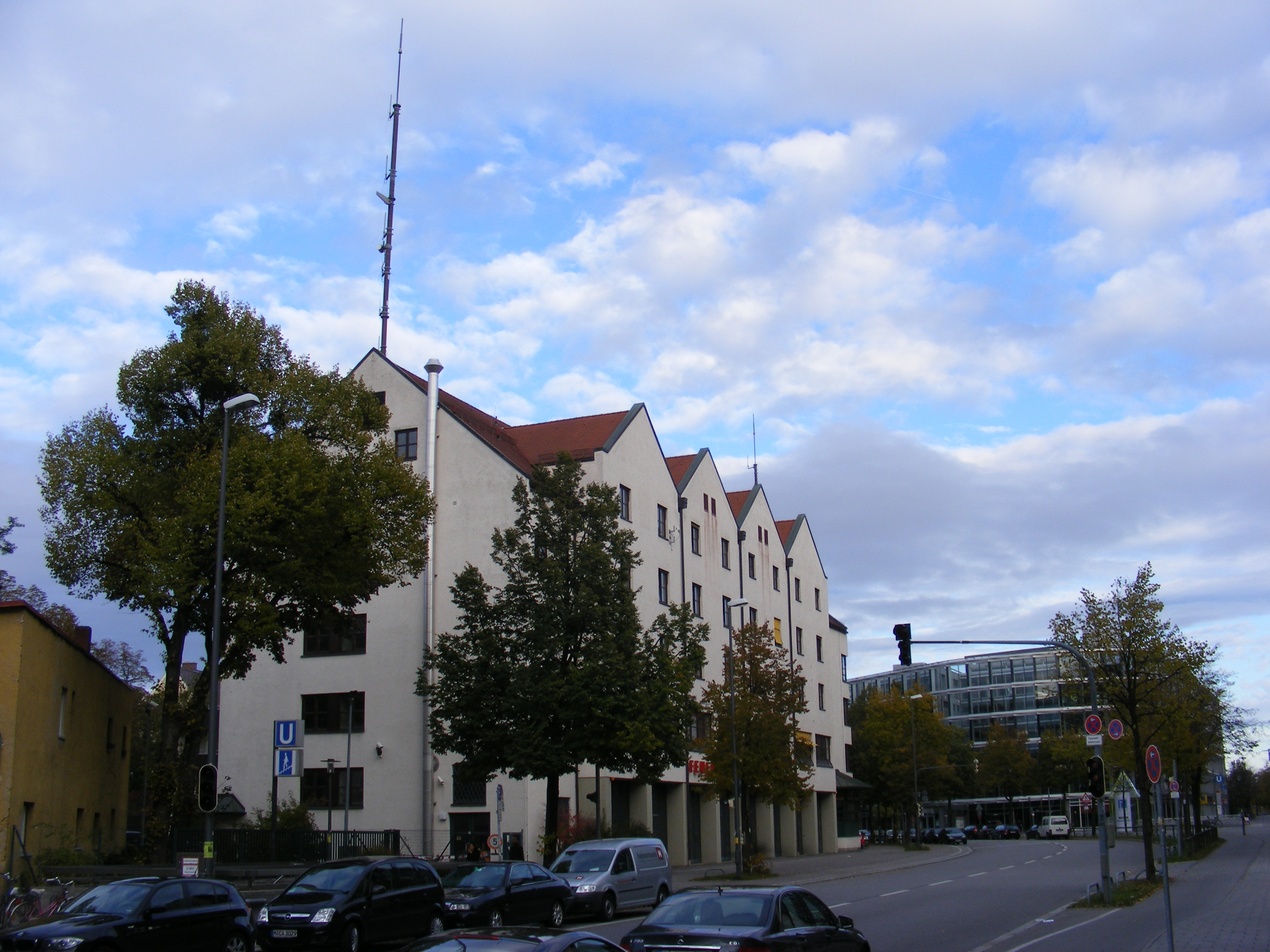
Der alte Standort der ILSt München, die Feuerwache 3 der Berufsfeuerwehr (Heimeranstr. 10)

Mit dem Gesetz zur Einführung integrierter Leitstellen vom 25. Juli 2002 wurden vom Freistaat Bayern die Rahmenbedingungen für die gemeinsame Erreichbarkeit von Rettungsdienst und Feuerwehr in Bayern geschaffen. Es entstand landesweit zwischen 2007 und 2013 in jedem der 26 Rettungsdienstbereiche eine Integrierte Leitstelle. Die ILSt München konnte bis heute nur im Stadtgebiet vollständig in Betrieb gehen, weil wegen politischer Rückendeckung und rechtlicher Lage (Art. 10 Abs. 1 Nr. 10 ILSG sowie Verordnung über die Alarmierung der Feuerwehren im Landkreis München (MüFwAlV) ) eine ständig besetzte FEZ für den Landkreis München weiterhin besteht. Von ihr werden die Feuerwehren im Landkreis München alarmiert. Da der Notruf 112 aus dem Landkreis zur ILS München geschaltet ist, kann die FEZ nicht direkt per Notruf erreicht werden. Die ILS München und die FEZ München Land sind mittels zweier Standleitungen direkt verbunden.
Seit Anfang 2020 ist es in jeder bayerischen Integrierten Leitstelle möglich Fahrzeuge aus benachbarten Leitstellengebiete für Einsätze im eigenen Gebiet direkt anzufordern. Dabei ist möglich den genauen GPS-Standort sowie den aktuellen Funkstatus des Rettungsmittels zu sehen. Somit werden leitstellenfremde Fahrzeuge automatisch in den Dispostionsvorschlag aufgenommen. Zudem sind fremde bayerische Rettungsmittel im eigenen Leitstellengebiet auch direkt sichtbar und werden nach dem Grundsatz des nächsten verfügbaren Rettungsmittel für Notfälle disponiert. Das GPS-Routing ist allerdings nur für Rettungsdienstfahrzeuge möglich, da diese Hardware besitzen, um dies zu ermöglichen.

### Rheinland-Pfalz
In Rheinland-Pfalz gibt es mittlerweile sechs (geplant sind sieben) integrierte Leitstellen für Brandschutz und Rettungsdienst, aktuell fehlt nur noch der Rettungsdienstbereich Mainz. Als erste ILS in Rheinland-Pfalz ging Trier im November 2000 in Betrieb. Es folgten dann Kaiserslautern (Februar 2006), Bad Kreuznach (Januar 2007, geschlossen im Januar 2025), Montabaur (November 2008), Südpfalz in Landau (Februar 2010), Koblenz (Februar 2011) und Ludwigshafen (Mai 2018). Im Rettungsdienstbereich Mainz werden die DRK-Leitstelle, die Leitstelle der Berufsfeuerwehr sowie eine kleinere ständig besetzte Funkeinsatzzentrale in Worms im Frühjahr 2025 zur letzten noch fehlenden integrierten Leitstelle technisch zusammengelegt. Diese ILS wird dann übergangsweise an den drei genannten Standorten gleichberechtigt betrieben. Im Rettungsdienstbereich Mainz gilt daher bis auf weiteres neben dem Notruf 112 auch noch die DRK Servicenummer 19222 für den Rettungsdienst. In der Vergangenheit war landesweit für den Rettungsdienst grundsätzlich die Nummer 19222 gültig; mit der 112 landete man in ländlichen Regionen oftmals bei der nächsten Polizeiinspektion, weil von dort die sogenannte Erstalarmierung der Feuerwehr vorgenommen wurde.

### Saarland
Im Saarland sollte aufgrund des Gesetzes über die Errichtung und den Betrieb der Integrierten Leitstelle des Saarlandes spätestens zum 1. Januar 2009 die integrierte Leitstelle in Betrieb gehen. Mit sieben Jahren Verspätung ist seit 1. Januar 2016 am Saarbrücker Winterberg nun der Neubau der Rettungsleitstelle als integrierte Leitstelle in Betrieb. Nachdem sich die Berufsfeuerwehr Saarbrücken und der Zweckverband für Rettungsdienst und Feuerwehralarmierung Saar (ZRF) nicht über die Details der zunächst angestrebten Zwei-Standort-Lösung einigen konnten, ist die integrierte Leitstelle nun unter alleiniger Trägerschaft des ZRF auf dem Winterberg angesiedelt worden. Alarmierung und Einsatzbearbeitung von Feuerwehreinsätzen im Regionalverband Saarbrücken erfolgt aber aufgrund einer Sonderregelung weiterhin durch die Haupteinsatzzentrale der Berufsfeuerwehr Saarbrücken. Der Notruf 112 aus dem kompletten Saarland wird, egal ob vom Festnetz oder vom Mobilfunk gewählt, zentral auf dem Winterberg durch die ILS abgefragt.

## Leitstellen
Diese Tabelle gibt Auskunft über die verschiedenen Leitstellen in den Bundesländern sowie deren Aufgaben und Zuständigkeitsbereiche.
| Funkrufname                                                                    | Aufgaben | Örtliche Zuständigkeit - Landkreise - Kreisfreie Städte                                                                                             | - Standort - Betreiber                                                                                      | - Fläche - Einwohner                          | Anmerkungen |
| Baden-Württemberg                                                              | Baden-Württemberg | Baden-Württemberg | Baden-Württemberg                                                                                           | Baden-Württemberg                             | Baden-Württemberg |
| ------------------------------------------------------------------------------ | --- | --- | --- | --------------------------------------------- | --- |
| Leitstelle Biberach                                                            | - Feuerwehr - Rettungsdienst - Katastrophenschutz - Hausnotruf - Kassenärztlicher Notdienst | - Landkreis Biberach | - Biberach an der Riß - DRK/Landkreis Biberach                                                              | - 1.409,8 km² - 189.265                       | Seit 1979 bereits eine integrierte Leitstelle |
| Leitstelle Bodensee-Oberschwaben                                               | - Feuerwehr - Rettungsdienst - Katastrophenschutz | - Bodenseekreis - Landkreis Ravensburg - Landkreis Sigmaringen                                                                                      | - Friedrichshafen - Weingarten (Württemberg) - DRK                                                          | - 3.500,97 km² - 613.939                      | |
| Leitstelle Böblingen                                                           | - Feuerwehr - Rettungsdienst - Katastrophenschutz - Kassenärztlicher Notdienst | - Landkreis Böblingen | - Böblingen - Landkreis Böblingen / DRK Kreisverband / Feuerwehr Stadt Böblingen                            | - 617,8 km² - 372.293                         | |
| Leitstelle Calw                                                                | - Feuerwehr - Rettungsdienst - Katastrophenschutz | - Landkreis Calw | - Calw - DRK/Feuerwehr                                                                                      | - 797,5 km² - 159.644                         | |
| Leitstelle Emmendingen                                                         | - Feuerwehr - Rettungsdienst - Katastrophenschutz - Hausnotruf | - Landkreis Emmendingen | - Emmendingen - DRK/Feuerwehr                                                                               | - 679,9 km² - 166.850                         | |
| Leitstelle Esslingen                                                           | - Feuerwehr - Rettungsdienst - Katastrophenschutz | - Landkreis Esslingen | - Esslingen am Neckar - Feuerwehr/DRK                                                                       | - 641,5 km² - 514.503                         | |
| Leitstelle Freiburg                                                            | - Feuerwehr - Rettungsdienst - Katastrophenschutz - Kassenärztlicher Notdienst | - Freiburg im Breisgau - Landkreis Breisgau-Hochschwarzwald                                                                                         | - Freiburg im Breisgau - Berufsfeuerwehr/DRK                                                                | - 1.531,39 km² - 484.933                      | |
| Leitstelle Freudenstadt                                                        | - Feuerwehr - Rettungsdienst - Katastrophenschutz | - Landkreis Freudenstadt | - Freudenstadt - DRK                                                                                        | - 870,7 km² - 121.865                         | |
| Leitstelle Göppingen                                                           | - Feuerwehr - Rettungsdienst - Katastrophenschutz | - Landkreis Göppingen | - Göppingen - Feuerwehr/DRK                                                                                 | - 642,4 km² - 255.807                         | |
| Leitstelle Rhein-Neckar                                                        | - Feuerwehr - Rettungsdienst - Katastrophenschutz | - Heidelberg - Rhein-Neckar-Kreis | - Heidelberg/Ladenburg - gGmbH von Stadt Heidelberg, Rhein-Neckar-Kreis und DRK                             | - 1.170,37 km² - 719.605                      | Seit Anfang Dezember 2024 sind beide Standorte im vollen Betrieb |
| Leitstelle Heilbronn                                                           | - Feuerwehr - Rettungsdienst - Katastrophenschutz | - Heilbronn - Landkreis Heilbronn | - Heilbronn - Berufsfeuerwehr/DRK                                                                           | - 1.200 km² - 451.929                         | Die integrierte Leitstelle bei der Hauptfeuerwache Heilbronn ist seit 6. Dezember 2011 in Betrieb. |
| Leitstelle Hohenlohe                                                           | - Feuerwehr - Rettungsdienst - Katastrophenschutz | - Hohenlohekreis | - Künzelsau-Gaisbach - DRK                                                                                  | - 776,8 km² - 109.900                         | |
| Leitstelle Karlsruhe                                                           | - Rettungsdienst - Feuerwehr - Katastrophenschutz | - Karlsruhe - Landkreis Karlsruhe | - Karlsruhe - DRK KV Karlsruhe/Berufsfeuerwehr                                                              | - 1.258,4 km² - 720.436                       | Die ILS wurde am 21. März 2017 in Betrieb genommen und nimmt unter anderem die Nummern 112, 19222 und 116117 entgegen. |
| Leitstelle Konstanz                                                            | - Feuerwehr - Rettungsdienst - Katastrophenschutz | - Landkreis Konstanz | - Radolfzell am Bodensee - DRK                                                                              | - 818,0 km² - 275.120                         | |
| Leitstelle Ludwigsburg                                                         | - Feuerwehr - Rettungsdienst - Katastrophenschutz | - Landkreis Ludwigsburg | - Ludwigsburg - ILS Ludwigsburg gGmbH – Mitarbeiter der Fw und des RD sind dort abgeordnet bzw. ausgeliehen | - 686,8 km² - 515.146                         | Inoffizielle Inbetriebnahme am 8. Juli 2014. DRK Leitstelle ist ab dem Nachmittag des 8. Juli 2014 außer Betrieb. Die ILS hat somit ihren Regelbetrieb aufgenommen. |
| Leitstelle Lörrach                                                             | - Feuerwehr - Rettungsdienst - Katastrophenschutz - Hausnotruf | - Landkreis Lörrach | - Lörrach - DRK/Kreis                                                                                       | - 806,8 km² - 222.528                         | |
| Leitstelle Main-Tauber                                                         | - Feuerwehr - Rettungsdienst - Katastrophenschutz | - Main-Tauber-Kreis | - Bad Mergentheim - DRK                                                                                     | - 1.304,42 km² - 134.939                      | |
| Leitstelle Mannheim                                                            | - Feuerwehr - Rettungsdienst (nur Notfallrettung) - Katastrophenschutz | - Mannheim | - Mannheim - Stadt Mannheim & DRK KV Mannheim                                                               | - 144,96 km² - 309.370                        | Krankentransporte werden durch die ILS Rhein-Neckar disponiert. Somit ist die ILS Mannheim formal keine richtige ILS |
| Leitstelle Mittelbaden                                                         | - Feuerwehr - Rettungsdienst - Katastrophenschutz | - Landkreis Rastatt - Baden-Baden | - Rastatt - DRK KV Bühl-Achern, Landkreis Rastatt und Stadt Baden-Baden                                     | - 1.019,25 km² - 326.665                      | Seit April 2020 auch für die Feuerwehr im Stadtkreis Baden-Baden zuständig. |
| Leitstelle Neckar-Odenwald                                                     | - Feuerwehr - Rettungsdienst - Katastrophenschutz - Hausnotruf | - Neckar-Odenwald-Kreis | - Mosbach - DRK/Kreis                                                                                       | - 1.126,3 km² - 149.885                       | |
| Leitstelle Ortenau                                                             | - Feuerwehr - Rettungsdienst - Katastrophenschutz | - Ortenaukreis | - Offenburg - Kreis/DRK                                                                                     | - 1.850,74 km² - 417.613                      | |
| Leitstelle Ostalb                                                              | - Feuerwehr - Rettungsdienst - Katastrophenschutz | - Ostalbkreis - Landkreis Heidenheim | - Aalen - DRK                                                                                               | - 2.138,7 km² - 448.073                       | Regionalleitstelle Ostwürttemberg |
| Leitstelle Pforzheim                                                           | - Feuerwehr - Rettungsdienst - Katastrophenschutz | - Pforzheim - Enzkreis | - Pforzheim - Stadt (Berufsfeuerwehr)/Kreis/DRK                                                             | - 671,7 km² - 314.880                         | Die Integrierte Leitstelle ist seit 14. Oktober 2015 in Betrieb. |
| Leitstelle Rems-Murr                                                           | - Feuerwehr - Rettungsdienst - Katastrophenschutz | - Rems-Murr-Kreis | - Waiblingen - DRK                                                                                          | - 858 km² - 426.158                           | |
| Leitstelle Reutlingen                                                          | - Feuerwehr - Rettungsdienst - Katastrophenschutz - THW - Tiefgaragen Stadtgebiet - Ursulabergtunnel - Scheibengipfeltunnel | - Landkreis Reutlingen | - Reutlingen - Berufsfeuerwehr/DRK                                                                          | - 1.094,0 km² - 293.624                       | |
| Leitstelle Rottweil                                                            | - Feuerwehr - Rettungsdienst - Katastrophenschutz | - Landkreis Rottweil | - Rottweil - DRK / Landkreis Rottweil                                                                       | - 769,4 km² - 141.551                         | |
| Leitstelle Schwäbisch Hall                                                     | - Rettungsdienst - Feuerwehr - Katastrophenschutz | - Landkreis Schwäbisch Hall | - Schwäbisch Hall - ILS Schwäbisch Hall gGmbHLandkreis Schwäbisch Hall                                      | - 1.484,06 km² - 189.842                      | Die Integrierte Leitstelle Schwäbisch Hall hat zum 01.07.2023 ihren Dienst als gGmbH aufgenommen. |
| Leitstelle Stuttgart                                                           | - Feuerwehr - Rettungsdienst - Ärztlicher Bereitschaftsdienst - Katastrophenschutz | - Stuttgart | - Stuttgart - Berufsfeuerwehr/DRK                                                                           | - 207,36 km² - 597.158                        | Die Integrierte Leitstelle bei der Feuerwache 3 in Bad Cannstadt würde am 26. März 2006 inbetriebgenommen |
| Leitstelle Tübingen                                                            | - Feuerwehr - Rettungsdienst - Katastrophenschutz | - Landkreis Tübingen | - Tübingen - DRK/Feuerwehr                                                                                  | - 519,2 km² - 217.482                         | |
| Leitstelle Tuttlingen                                                          | - Feuerwehr - Rettungsdienst - Katastrophenschutz | - Landkreis Tuttlingen | - Tuttlingen - DRK                                                                                          | - 734,4 km² - 135.306                         | |
| Leitstelle Ulm                                                                 | - Feuerwehr - Rettungsdienst - Katastrophenschutz | - Ulm - Alb-Donau-Kreis | - Ulm - Feuerwehr/DRK                                                                                       | - 1.476,0 km² - 311.646                       | |
| Leitstelle Schwarzwald-Baar                                                    | - Feuerwehr - Rettungsdienst - Katastrophenschutz | - Schwarzwald-Baar-Kreis | - Villingen-Schwenningen - DRK                                                                              | - 1.025,2 km² - 209.709                       | |
| Leitstelle Waldshut                                                            | - Feuerwehr - Rettungsdienst - Katastrophenschutz | - Landkreis Waldshut | - Waldshut-Tiengen - DRK                                                                                    | - 1.131,2 km² - 167.200                       | |
| Leitstelle Zollernalb                                                          | - Feuerwehr - Rettungsdienst - Katastrophenschutz - Krankentransport - Hausnotruf - Kassenärztlicher Bereitschaftsdienst / Kassenärztlicher Fahrservice - Überwachung und Koordination Tunnel B463 Albstadt-Laufen - seismografische Überwachung Kreisstraße K 7145 (Albstadt-Laufen – Meßstetten-Tieringen) - Albstadtwerke / Stadtwerke Balingen (Wasser, Gas- und Stromversorgung) | - Zollernalbkreis | - Balingen - DRK                                                                                            | - 917,7 km² - 191.531                         | |
| Bayern                                                                         | | | |                                               | |
| Leitstelle Allgäu                                                              | - Feuerwehr - Rettungsdienst - Katastrophenschutz | - Landkreis Lindau (Bodensee) (LI) - Kempten (Allgäu) (KE) - Kaufbeuren (KF) - Landkreis Oberallgäu (OA) - Landkreis Ostallgäu (OAL)                | - Kempten (Allgäu) - Stadt Kempten (Allgäu) (Feuerwehr)                                                     | - 3.349,8 km² - 468.939                       | Inbetriebnahme 5. Januar 2010 |
| Leitstelle Amberg                                                              | - Feuerwehr - Rettungsdienst - Katastrophenschutz | - Landkreis Amberg-Sulzbach (AS) - Amberg (AM) - Landkreis Schwandorf (SAD)                                                                         | - Amberg - Zweckverband für Rettungsdienst und Feuerwehralarmierung                                         | - 2.777,9 km² - 296.458                       | Inbetriebnahme 6. November 2013 Die Leitstellen Amberg und Nordoberpfalz fusionieren 2023 zur ILS Oberpfalz-Nord. |
| Leitstelle Ansbach                                                             | - Feuerwehr - Rettungsdienst - Katastrophenschutz | - Landkreis Ansbach (AN) - Ansbach (AN) - Landkreis Neustadt an der Aisch-Bad Windsheim (NEA)                                                       | - Ansbach - Stadt Ansbach (Feuerwehr)                                                                       | - 3.339,3 km² - 322.600                       | Inbetriebnahme 23. November 2011 |
| Leitstelle Augsburg                                                            | - Feuerwehr - Rettungsdienst - Katastrophenschutz | - Landkreis Augsburg (A) - Augsburg (A) - Landkreis Aichach-Friedberg (AIC) - Landkreis Dillingen an der Donau (DLG) - Landkreis Donau-Ries (DON)   | - Augsburg - Stadt Augsburg (Berufsfeuerwehr)                                                               | - 4.068,0 km² - 943.447                       | Inbetriebnahme 1. Oktober 2008 |
| Leitstelle Bamberg-Forchheim                                                   | - Feuerwehr - Rettungsdienst - Katastrophenschutz | - Landkreis Bamberg (BA) - Bamberg (BA) - Landkreis Forchheim (FO)                                                                                  | - Bamberg - Zweckverband für Rettungsdienst und Feuerwehralarmierung                                        | - 1.865,0 km² - 345.703                       | Inbetriebnahme ILS 16. März 2010 |
| Leitstelle Bayreuth/Kulmbach                                                   | - Feuerwehr - Rettungsdienst - Katastrophenschutz | - Landkreis Bayreuth (BT) - Bayreuth (BT) - Landkreis Kulmbach (KU)                                                                                 | - Bayreuth - BRK Kreisverband Bayreuth                                                                      | - 1.996,4 km² - 258.226                       | Inbetriebnahme 2. November 2011 |
| Leitstelle Coburg                                                              | - Feuerwehr - Rettungsdienst - Katastrophenschutz | - Landkreis Coburg (CO) - Coburg (CO) - Landkreis Kronach (KC) - Landkreis Lichtenfels (LIF)                                                        | - Ebersdorf bei Coburg - BRK                                                                                | - 1.813,6 km² - 274.489                       | Inbetriebnahme 22. Juni 2010 |
| Leitstelle Donau-Iller                                                         | - Feuerwehr - Rettungsdienst - Katastrophenschutz | - Landkreis Günzburg (GZ) - Memmingen (MM) - Landkreis Neu-Ulm (NU) - Landkreis Unterallgäu (MN)                                                    | - Krumbach - BRK                                                                                            | - 2.578,2 km² - 462.386                       | Inbetriebnahme 8. November 2011 |
| Leitstelle Erding                                                              | - Feuerwehr - Rettungsdienst - Katastrophenschutz | - Landkreis Erding (ED) - Landkreis Ebersberg (EBE) - Landkreis Freising (FS)                                                                       | - Erding - Landkreis Erding                                                                                 | - 2.221,5 km² - 414.345                       | Inbetriebnahme 31. März 2009 Seit 26. Juni 2016 im Digitalfunk Realbetrieb |
| Leitstelle Fürstenfeldbruck                                                    | - Feuerwehr - Rettungsdienst - Katastrophenschutz | - Landkreis Dachau (DAH) - Landkreis Starnberg (STA) - Landkreis Fürstenfeldbruck (FFB) - Landkreis Landsberg am Lech (LL)                          | - Fürstenfeldbruck - Zweckverband für Rettungsdienst und Feuerwehralarmierung                               | - 2.306,3 km² - 644.123                       | Inbetriebnahme 2. Juni 2007 |
| Leitstelle Hochfranken                                                         | - Feuerwehr - Rettungsdienst - Katastrophenschutz | - Landkreis Hof (HO) - Hof (Saale) (HO) - Landkreis Wunsiedel im Fichtelgebirge (WUN)                                                               | - Hof (Saale) - BRK                                                                                         | - 1.557,0 km² - 232.606                       | Inbetriebnahme 30. Oktober 2008 |
| Leitstelle Ingolstadt                                                          | - Feuerwehr - Rettungsdienst - Katastrophenschutz | - Landkreis Eichstätt (EI) - Ingolstadt (IN) - Landkreis Neuburg-Schrobenhausen (ND) - Landkreis Pfaffenhofen an der Ilm (PAF)                      | - Ingolstadt - Zweckverband für Rettungsdienst und Feuerwehralarmierung                                     | - 2.848,0 km² - 455.045                       | Inbetriebnahme 11. Februar 2008 |
| Leitstelle Landshut                                                            | - Feuerwehr - Rettungsdienst - Katastrophenschutz | - Landkreis Landshut (LA) - Landshut (LA) - Landkreis Dingolfing-Landau (DGF) - Landkreis Kelheim (KEH)                                             | - Landshut - Zweckverband für Rettungsdienst und Feuerwehralarmierung                                       | - 3.358,6 km² - 415.193                       | Inbetriebnahme 28. November 2007 |
| Leitstelle Mittelfranken-Süd                                                   | - Feuerwehr - Rettungsdienst - Katastrophenschutz | - Landkreis Roth (RH) - Schwabach (SC) - Landkreis Weißenburg-Gunzenhausen (WUG)                                                                    | - Schwabach - BRK KV Südfranken                                                                             | - 1.906,8 km² - 258.534                       | Inbetriebnahme 3. Juli 2012 |
| Leitstelle München                                                             | - Feuerwehr (nur im Stadtgebiet) - Rettungsdienst - Katastrophenschutz (nur im Stadtgebiet) | - Landkreis München - München | - München - Stadt München (Berufsfeuerwehr)                                                                 | - 977,7 km² - 1.868.858                       | Inbetriebnahme 1997 als erste ILS in Bayern |
| Florian München Land                                                           | - Feuerwehr - Katastrophenschutz | - Landkreis München | - München - Landratsamt München                                                                             | - 667,3 km² - 358.480                         | Inbetriebnahme 1972 als eine der ersten ständig besetzten Feuerwehreinsatzzentralen in Bayern. Die FEZ ist über den Notruf 112 nur indirekt mittels Weiterleitung über zwei Standleitungen aus der ILS München erreichbar. Anbindung ans VPN-Netz der Integrierten Leitstellen im zweiten Halbjahr 2015. Erste BOS-Leitstelle in Bayern mit Tetra-Digitalfunk Anbindung. |
| Leitstelle Nordoberpfalz                                                       | - Feuerwehr - Rettungsdienst - Katastrophenschutz | - Landkreis Neustadt an der Waldnaab (NEW) - Weiden in der Oberpfalz (WEN) - Landkreis Tirschenreuth (TIR)                                          | - Weiden in der Oberpfalz - Zweckverband für Rettungsdienst und Feuerwehralarmierung                        | - 2.585,5 km² - 218.425                       | Inbetriebnahme 27. April 2012 Inbetriebnahme Digitalfunk: 01.07.2016 Die Leitstellen Nordoberpfalz und Amberg fusionieren 2023 zur ILS Oberpfalz-Nord. |
| Leitstelle Nürnberg                                                            | - Feuerwehr - Rettungsdienst - Katastrophenschutz | - Landkreis Nürnberger Land (LAU) - Nürnberg (N) - Fürth (FÜ) - Erlangen (ER) - Landkreis Fürth (FÜ) - Landkreis Erlangen-Höchstadt (ERH)           | - Nürnberg - Stadt Nürnberg (Berufsfeuerwehr)                                                               | - 1.999,0 km² - 1.134.520                     | Inbetriebnahme 20. Oktober 2010 |
| Leitstelle Oberland                                                            | - Feuerwehr - Rettungsdienst - Katastrophenschutz | - Landkreis Weilheim-Schongau (WM) - Landkreis Bad Tölz-Wolfratshausen (TÖL) - Landkreis Garmisch-Partenkirchen (GAP)                               | - Weilheim in Oberbayern - BRK                                                                              | - 3.089,4 km² - 358.331                       | Inbetriebnahme 30. Juni 2010 Voraussichtlich zum 31.12.2025 Fusion mit der ILS FFB am Standort in Maisach - Gernlinden |
| Leitstelle Passau                                                              | - Feuerwehr - Rettungsdienst - Katastrophenschutz | - Landkreis Passau (PA) - Passau (PA) - Landkreis Freyung-Grafenau (FRG) - Landkreis Rottal-Inn (PAN)                                               | - Passau - Zweckverband für Rettungsdienst und Feuerwehralarmierung                                         | - 3.863,8 km² - 438.430                       | Inbetriebnahme 1. Juni 2012 |
| Leitstelle Regensburg                                                          | - Feuerwehr - Rettungsdienst - Katastrophenschutz | - Landkreis Regensburg (R) - Regensburg (R) - Landkreis Cham (CHA) - Landkreis Neumarkt in der Oberpfalz (NM)                                       | - Regensburg - Stadt Regensburg (Berufsfeuerwehr)                                                           | - 4.330,9 km² - 573.232                       | Inbetriebnahme 14. März 2007 |
| Leitstelle Rosenheim                                                           | - Feuerwehr - Rettungsdienst - Katastrophenschutz | - Landkreis Rosenheim (RO) - Rosenheim (RO) - Landkreis Miesbach (MB)                                                                               | - Feuerwehr Rosenheim - Stadt Rosenheim (Feuerwehr)                                                         | - 2.340,1 km² - 402.547                       | Inbetriebnahme 30. März 2010 |
| Leitstelle Schweinfurt                                                         | - Feuerwehr - Rettungsdienst - Katastrophenschutz | - Landkreis Schweinfurt (SW) - Schweinfurt (SW) - Landkreis Haßberge (HAS) - Landkreis Rhön-Grabfeld (NES) - Landkreis Bad Kissingen (KG)           | - Schweinfurt - BRK                                                                                         | - 3.992,2 km² - 449.521                       | Inbetriebnahme 24. Juli 2012 |
| Leitstelle Straubing                                                           | - Feuerwehr - Rettungsdienst - Katastrophenschutz | - Landkreis Straubing-Bogen (SR) - Straubing (SR) - Landkreis Deggendorf (DEG) - Landkreis Regen (REG)                                              | - Straubing - BRK                                                                                           | - 3.106,0 km² - 339.904                       | Inbetriebnahme 5. Oktober 2010 |
| Leitstelle Traunstein                                                          | - Feuerwehr - Rettungsdienst - Katastrophenschutz | - Landkreis Traunstein (TS) - Landkreis Altötting (AÖ) - Landkreis Berchtesgadener Land (BGL) - Landkreis Mühldorf am Inn (MÜ)                      | - Traunstein - Zweckverband für Rettungsdienst und Feuerwehralarmierung                                     | - 3.750 km² - 493.000                         | Inbetriebnahme 14. Januar 2010 |
| Leitstelle Bayerischer Untermain                                               | - Feuerwehr - Rettungsdienst - Katastrophenschutz | - Landkreis Aschaffenburg (AB) - Aschaffenburg (AB) - Landkreis Miltenberg (MIL)                                                                    | - Aschaffenburg - Zweckverband für Rettungsdienst und Feuerwehralarmierung                                  | - 1.477,6 km² - 374.212                       | Inbetriebnahme 3. Juli 2012 |
| Leitstelle Würzburg                                                            | - Feuerwehr - Rettungsdienst - Katastrophenschutz | - Landkreis Würzburg (WÜ) - Würzburg (WÜ) - Landkreis Kitzingen (KT) - Landkreis Main-Spessart (MSP)                                                | - Würzburg - Stadt Würzburg (Berufsfeuerwehr)                                                               | - 3.060,8 km² - 515.734                       | Inbetriebnahme 24. Februar 2010 |
| Berlin                                                                         | | | |                                               | |
| Florian Berlin                                                                 | - Feuerwehr - Rettungsdienst - Katastrophenschutz | - Berlin | - Berlin - Berufsfeuerwehr                                                                                  | - 891,85 km² - 3.426.354                      | |
| Berolina                                                                       | - Polizei | - Berlin | - Berlin - Polizei                                                                                          | - 891,85 km² - 3.426.354                      | |
| Pelikan Berlin („Leitstelle II“) - Leitstelle Ehrenamt                         | - Wasserrettungsdienst - Katastrophenschutz | - Berlin | - Berlin - DLRG Berlin                                                                                      | - 891,85 km² - 3.426.354                      | Besetzt in der Wassersportsaison (Fr. 19:00 – So. 19:00) |
| Rotkreuz Berlin - Leitstelle Ehrenamt                                          | - Katastrophenschutz - Großveranstaltungen | - Berlin | - Berlin - DRK Berlin                                                                                       | - 891,85 km² - 3.426.354                      | Besetzt bei Großveranstaltungen und Großschadenslagen. |
| Rotkreuz Berlin Wasserwacht („Leitstelle III“) - Leitstelle Ehrenamt           | - Wasserrettungsdienst | - Berlin | - Berlin - DRK Berlin                                                                                       | - 891,85 km² - 3.426.354                      | Besetzt in der Wassersportsaison (Fr. 19:00 – So. 19:00) |
| Sama Berlin 30 Arbeiter-Samariter-Bund („Leitstelle I“) - Leitstelle Ehrenamt  | - Wasserrettungsdienst | - Berlin | - Berlin - ASB Berlin (WRD)                                                                                 | - 891,85 km² - 3.426.354                      | Besetzt in der Wassersportsaison (Fr. 19:00 – So. 19:00) |
| Sama Berlin 40 Arbeiter-Samariter-Bund („Leitstelle IV“) - Leitstelle Ehrenamt | - Wasserrettungsdienst | - Berlin | - Berlin - ASB Berlin (WRD)                                                                                 | - 891,85 km² - 3.426.354                      | Besetzt in der Wassersportsaison (Fr. 19:00 – So. 19:00) |
| Brandenburg                                                                    | | | |                                               | |
| Einstein                                                                       | - Polizei | - Land Brandenburg | - Potsdam                                                                                                   | - 29.654,16 km² - 2.511.917                   | |
| Leitstelle Brandenburg                                                         | - Feuerwehr - Rettungsdienst - Katastrophenschutz - Wasserrettung - THW | - Brandenburg an der Havel (BRB) - Landkreis Potsdam-Mittelmark (PM) - Landkreis Teltow-Fläming (TF)                                                | - Brandenburg an der Havel - Berufsfeuerwehr                                                                | - 4.895,9 km² - 456.847                       | |
| Leitstelle Lausitz                                                             | - Feuerwehr - Rettungsdienst - Katastrophenschutz | - Cottbus (CB) - Landkreis Dahme-Spreewald (LDS) - Landkreis Oberspreewald-Lausitz (OSL) - Landkreis Spree-Neiße (SPN) - Landkreis Elbe-Elster (EE) | - Cottbus - Berufsfeuerwehr                                                                                 | - 7.179,28 km² - 649.964                      | |
| Leitstelle Oderland                                                            | - Feuerwehr - Rettungsdienst - Katastrophenschutz | - Frankfurt (Oder) (FF) - Landkreis Märkisch-Oderland (MOL) - Landkreis Oder-Spree (LOS)                                                            | - Frankfurt (Oder) - Berufsfeuerwehr                                                                        | - 4.518,31 km² - 443.777                      | |
| Leitstelle NordOst                                                             | - Feuerwehr - Rettungsdienst - Katastrophenschutz | - Landkreis Barnim (BAR) - Landkreis Oberhavel (OHV) - Landkreis Uckermark (UM)                                                                     | - Eberswalde - Landkreis Barnim                                                                             | - 6.326,3 km² - 513.724                       | |
| Leitstelle Nordwest                                                            | - Feuerwehr - Rettungsdienst - Katastrophenschutz | - Potsdam (P) - Landkreis Havelland (HVL) - Landkreis Prignitz (PR) - Landkreis Ostprignitz-Ruppin (OPR)                                            | - Potsdam - Berufsfeuerwehr                                                                                 | - 6.537,0 km² - 497.709                       | |
| Bremen                                                                         | | | |                                               | |
| Florian Bremen                                                                 | - Feuerwehr - Rettungsdienst - Katastrophenschutz | - Bremen | - Bremen - Berufsfeuerwehr                                                                                  | - 325,4 km² - 548.477                         | |
| Leitstelle Bremerhaven                                                         | - Feuerwehr - Rettungsdienst - Katastrophenschutz | - Bremerhaven - Landkreis Cuxhaven (ohne Stadt Cuxhaven) - Landkreis Osterholz                                                                      | - Bremerhaven - Berufsfeuerwehr                                                                             | - ca. 2.800 km² - ca. 400.000                 | länderübergreifende Integrierte Regionalleitstelle Unterweser-Elbe für Bremerhaven (HB), Lk Cuxhaven und Lk Osterholz (Niedersachsen) |
| Hamburg                                                                        | | | |                                               | |
| Florian Hamburg                                                                | - Feuerwehr - Rettungsdienst - Katastrophenschutz | - Hamburg | - Hamburg - Berufsfeuerwehr                                                                                 | - 755,22 km² - 1.899.160                      | Rettungsleitstelle für Feuerwehr und Rettungsdienst in Hamburg (ausgenommen Insel Neuwerk) |
| Rotkreuz Hamburg - Leitstelle Ehrenamt (seit 2006)                             | - Sanitätsdienst - Rettungsdienst - Katastrophenschutz | - Hamburg | - Hamburg - Rotes Kreuz Hamburg                                                                             | - 755,22 km² - 1.899.160                      | Landesweite Leitstelle für Großveranstaltungen (auch Organisationsübergreifend), Alarm-Einsätze und regionalen Katastrophenschutz (DRK) |
| Akkon Hamburg - ehrenamtliche Leitstelle                                       | - Sanitätsdienst - Rettungsdienst - Katastrophenschutz | - Hamburg | - Hamburg - Johanniter Hamburg                                                                              | - 755,22 km² - 1.899.160                      | Leitstelle für Sanitätswachdienst und Rettungsdienst bei Großveranstaltungen und Einsatzführungsdienst im Bevölkerungsschutz |
| Michel                                                                         | - Polizei | - Hamburg | - Hamburg - Behörde für Inneres und Sport – Polizei                                                         | - 755,22 km² - 1.899.160                      | Die Polizeieinsatzzentrale ist zuständig für die Annahme des 110-Notrufes und sonstiger Hilfeersuchen. Sie koordiniert Polizeikräfte in 5 sog. „Michel-Kreisen“ (Funkkreise der einzelnen Regionen). |
| Hessen                                                                         | | | |                                               | |
| Leitfunkstelle Darmstadt                                                       | - Feuerwehr - Rettungsdienst - Katastrophenschutz | - Darmstadt - Landkreis Bergstraße - Landkreis Darmstadt-Dieburg - Kreis Groß-Gerau - Odenwaldkreis                                                 | - Darmstadt - Berufsfeuerwehr                                                                               | - 1.953,34 km² - 1.116.194                    | Gemeinsamer Rettungsdienstbereich für den Westteil des Kreises Darmstadt-Dieburg bis zum 31. Dezember 2016. Danach eigenständiger Rettungsdienstbereich von Stadt und Landkreis. |
| Leitstelle Bergstraße                                                          | - Feuerwehr - Rettungsdienst - Katastrophenschutz | - Landkreis Bergstraße | - Heppenheim (Bergstraße) - Kreis                                                                           | - 719,54 km² - 275.205                        | |
| Leitstelle Darmstadt-Dieburg                                                   | - Feuerwehr - Rettungsdienst - Katastrophenschutz | - Landkreis Darmstadt-Dieburg | - Dieburg - Kreis                                                                                           | - 658,5 km² - 300.658                         | |
| Leitstelle Gerau                                                               | - Feuerwehr - Rettungsdienst - Katastrophenschutz | - Landkreis Groß-Gerau | - Groß-Gerau - Eigenbetrieb Kreis                                                                           | - 453,1 km² - 280.308                         | |
| Leitstelle Odenwald                                                            | - Feuerwehr - Rettungsdienst - Katastrophenschutz | - Odenwaldkreis | - Erbach - Kreis                                                                                            | - 624 km² - 97.780                            | |
| Leitfunkstelle Frankfurt                                                       | - Feuerwehr - Rettungsdienst - Katastrophenschutz | - Frankfurt am Main - Hochtaunuskreis - Main-Taunus-Kreis - Wetteraukreis                                                                           | - Frankfurt am Main - Berufsfeuerwehr                                                                       | - 2.678,41 km² - 1.435.926                    | |
| Leitstelle Hochtaunus                                                          | - Feuerwehr - Rettungsdienst - Katastrophenschutz | - Hochtaunuskreis | - Bad Homburg vor der Höhe - Kreis                                                                          | - 482 km² - 236.564                           | |
| Leitstelle Main-Taunus                                                         | - Feuerwehr - Rettungsdienst - Katastrophenschutz | - Main-Taunus-Kreis | - Hofheim am Taunus - Kreis                                                                                 | - 224,4 km² - 237.735                         | |
| Leitstelle Wetterau                                                            | - Feuerwehr - Rettungsdienst - Katastrophenschutz | - Wetteraukreis | - Friedberg - Kreis                                                                                         | - 1.101,7 km² - 306.460                       | |
| Leitfunkstelle Fulda                                                           | - Feuerwehr - Rettungsdienst - Katastrophenschutz | - Landkreis Fulda - Landkreis Hersfeld-Rotenburg - Vogelsbergkreis                                                                                  | - Fulda - Feuerwehr                                                                                         | - 3.936,6 km² - 507.984                       | |
| Leitstelle Hersfeld-Rotenburg                                                  | - Feuerwehr - Rettungsdienst - Katastrophenschutz | - Landkreis Hersfeld-Rotenburg | - Bad Hersfeld - Kreis                                                                                      | - 1.097,2 km² - 120.829                       | |
| Leitstelle Vogelsberg                                                          | - Feuerwehr - Rettungsdienst - Katastrophenschutz | - Vogelsbergkreis | - Lauterbach - Kreis                                                                                        | - 1.459 km² - 105.878                         | |
| Leitfunkstelle Gießen                                                          | - Feuerwehr - Rettungsdienst - Katastrophenschutz | - Landkreis Gießen - Lahn-Dill-Kreis - Landkreis Marburg-Biedenkopf                                                                                 | - Gießen - Kreis                                                                                            | - 3.183,8 km² - 823.106                       | |
| Leitstelle Lahn-Dill                                                           | - Feuerwehr - Rettungsdienst - Arztnotruf für die Region, A.N.R. - Katastrophenschutz | - Lahn-Dill-Kreis | - Wetzlar - Kreis                                                                                           | - 1.066,50 km² - 253.777                      | |
| Leitstelle Marburg-Biedenkopf                                                  | - Feuerwehr - Rettungsdienst - Katastrophenschutz | - Landkreis Marburg-Biedenkopf | - Marburg-Cappel - Kreis                                                                                    | - 1.262,6 km² - 246.648                       | |
| Leitfunkstelle Kassel                                                          | - Feuerwehr - Rettungsdienst - Katastrophenschutz | - Kassel - Landkreis Kassel - Schwalm-Eder-Kreis - Landkreis Waldeck-Frankenberg - Werra-Meißner-Kreis                                              | - Kassel - Berufsfeuerwehr                                                                                  | - 5.811,49 km² - 865.565                      | |
| Leitstelle Schwalm-Eder                                                        | - Feuerwehr - Rettungsdienst - Katastrophenschutz | - Schwalm-Eder-Kreis | - Homberg (Efze) - Kreis                                                                                    | - 1.538,6 km² - 180.222                       | |
| Leitstelle Waldeck-Frankenberg                                                 | - Feuerwehr - Rettungsdienst - Katastrophenschutz | - Landkreis Waldeck-Frankenberg | - Korbach - Kreis                                                                                           | - 1.848,6 km² - 157.293                       | |
| Leitstelle Werra-Meißner                                                       | - Feuerwehr - Rettungsdienst - Katastrophenschutz | - Werra-Meißner-Kreis | - Eschwege - Kreis                                                                                          | - 1.024,7 km² - 156.953                       | |
| Leitfunkstelle Offenbach                                                       | - Feuerwehr - Rettungsdienst - Katastrophenschutz | - Offenbach am Main - Landkreis Offenbach - Main-Kinzig-Kreis                                                                                       | - Offenbach am Main - Berufsfeuerwehr                                                                       | - 1.798,7 km² - 856.344                       | |
| Leitstelle Dietzenbach                                                         | - Feuerwehr - Rettungsdienst - Katastrophenschutz | - Landkreis Offenbach | - Dietzenbach - Eigenbetrieb Kreis                                                                          | - 356,3 km² - 354.092                         | Notrufe aus dem Stadtteil Zeppelinheim (zu Neu-Isenburg) gehen bei der Leitstelle Frankfurt ein und müssen von dort zur Leitstelle Dietzenbach weitergeleitet werden. |
| Leitstelle Main-Kinzig                                                         | - Feuerwehr - Rettungsdienst - Katastrophenschutz | - Main-Kinzig-Kreis | - Gelnhausen - Kreis                                                                                        | - 1.397,5 km² - 418.950                       | |
| Leitfunkstelle Wiesbaden                                                       | - Feuerwehr - Rettungsdienst - Katastrophenschutz | - Wiesbaden - Landkreis Limburg-Weilburg - Rheingau-Taunus-Kreis                                                                                    | - Wiesbaden - Berufsfeuerwehr                                                                               | - 1.753.9 km² - 623.451                       | |
| Leitstelle Limburg-Weilburg                                                    | - Feuerwehr - Rettungsdienst - Katastrophenschutz | - Landkreis Limburg-Weilburg | - Limburg - Kreis                                                                                           | - 738,5 km² - 172.083                         | |
| Leitstelle Rheingau-Taunus                                                     | - Feuerwehr - Rettungsdienst - Katastrophenschutz | - Rheingau-Taunus-Kreis | - Bad Schwalbach - Kreis                                                                                    | - 811,5 km² - 187.157                         | |
| Mecklenburg-Vorpommern                                                         | | | |                                               | |
| Leitstelle Westmecklenburg (ILWM)                                              | - Feuerwehr - Rettungsdienst - Katastrophenschutz - Koordinierung aller Intensivtransporte des Landes Mecklenburg-Vorpommern | - Schwerin (SN) - Landkreis Nordwestmecklenburg (NWM+HWI) - Landkreis Ludwigslust-Parchim (LWL+PCH)                                                 | - Schwerin - Berufsfeuerwehr                                                                                | - 6.997,82 km² - 485.602                      | Integrierte Leitstelle |
| Leitstelle Mittleres Mecklenburg                                               | - Feuerwehr - Rettungsdienst - Katastrophenschutz | - Landkreis Rostock | - Bad Doberan - Kreis                                                                                       | - 3.422 km² - 221.431                         | Integrierte Leitstelle |
| Leitstelle Rostock                                                             | - Feuerwehr - Rettungsdienst - Katastrophenschutz | - Rostock (HRO) | - Rostock - Berufsfeuerwehr                                                                                 | - 181,44 km² - 201.096                        | Integrierte Leitstelle |
| Leitstelle Mecklenburgische-Seenplatte                                         | - Feuerwehr - Rettungsdienst - Katastrophenschutz | - Landkreis Mecklenburgische Seenplatte (NB+MST+MÜR+DM)                                                                                             | - Neubrandenburg - Berufsfeuerwehr                                                                          | - 5.809,65 km² - 297.662                      | Integrierte Regionalleitstelle |
| Leitstelle Vorpommern-Rügen                                                    | - Feuerwehr - Rettungsdienst - Katastrophenschutz | - Landkreis Vorpommern-Rügen | - Stralsund - Landkreis Vorpommern-Rügen                                                                    | - 3.188 km² - 223.718                         | Integrierte Leitstelle |
| Leitstelle Vorpommern-Greifswald                                               | - Feuerwehr - Rettungsdienst - Katastrophenschutz | - Landkreis Vorpommern-Greifswald | - Greifswald - Landkreis Vorpommern-Greifswald                                                              | - 3.584,5 km² - 237.375                       | Integrierte Leitstelle |
| Niedersachsen                                                                  | | | |                                               | |
| Leitstelle Heidekreis                                                          | - Feuerwehr - Rettungsdienst - Katastrophenschutz | - Landkreis Heidekreis | - Soltau - Kreis                                                                                            | - 1.873,5 km² - 141.692                       | Die Leitstelle arbeitet in einem Leitstellenverbund mit Florian Harburg und Leitstelle Rotenburg. |
| Leitstelle Braunschweig                                                        | - Feuerwehr - Rettungsdienst - Katastrophenschutz | - Braunschweig (BS) - Landkreis Peine (PE) - Landkreis Wolfenbüttel (WF)                                                                            | - Braunschweig - Berufsfeuerwehr                                                                            | - 1.449,3 km² - 504.022                       | |
| Leitstelle Celle                                                               | - Feuerwehr - Rettungsdienst - Katastrophenschutz | - Landkreis Celle | - Celle - Kreis                                                                                             | - 1.545,0 km² - 181.115                       | Geplanter virtueller Leitstellenverbund mit den Landkreisen Gifhorn, Uelzen und Lüchow-Dannenberg |
| Florian Cuxhaven                                                               | - Feuerwehr - Rettungsdienst - Katastrophenschutz | - Cuxhaven | - Cuxhaven - Berufsfeuerwehr                                                                                | - 161,9 km² - 51.587                          | Für Landkreis siehe Florian Geeste |
| Leitstelle Diepholz                                                            | - Feuerwehr - Rettungsdienst - Katastrophenschutz | - Landkreis Diepholz | - Diepholz - Kreis                                                                                          | - 1.987,6 km² - 215.142                       | |
| Leitstelle Emden                                                               | - Feuerwehr - Rettungsdienst - Katastrophenschutz | - Emden | - Emden - Stadt                                                                                             | - 112,3 km² - 51.714                          | |
| Leitstelle Ems-Vechte                                                          | - Feuerwehr - Rettungsdienst - Katastrophenschutz | - Landkreis Emsland - Landkreis Grafschaft Bentheim                                                                                                 | - Meppen - Kreis                                                                                            | - 2.881,4 km² - 313.533                       | |
| Leitstelle Friesland-Wilhelmshaven                                             | - Feuerwehr - Rettungsdienst - Katastrophenschutz | - Landkreis Friesland (FRI) - Stadt Wilhelmshaven (WHV)                                                                                             | - Wilhelmshaven - Zweckverband                                                                              | - 714,8 km² - 192.971 Winter / 251.432 Sommer | |
| Florian Geeste                                                                 | - Feuerwehr - Rettungsdienst - Katastrophenschutz | - Landkreis Cuxhaven ohne Stadt Cuxhaven | - Cuxhaven - Kreis                                                                                          | - 1.910,7 km² - 151.346                       | Der Landkreis Cuxhaven, der Landkreis Osterholz und die Stadt Bremerhaven haben ihre Leitstellen im April 2013 am Standort Bremerhaven zur „Integrierten Regionalleitstelle Unterweser-Elbe“ zusammengelegt. Die Berufsfeuerwehr Cuxhaven betreibt im Stadtgebiet eine eigene Feuer- und Rettungsleitstelle. |
| Leitstelle Gifhorn                                                             | - Feuerwehr - Rettungsdienst - Katastrophenschutz | - Landkreis Gifhorn | - Gifhorn - Kreis                                                                                           | - 1.607,9 km² - 174.401                       | Geplanter virtueller Leitstellenverbund mit den Landkreisen Celle, Uelzen und Lüchow-Dannenberg |
| Kommunale Regionalleitstelle Göttingen                                         | - Feuerwehr - Rettungsdienst - Katastrophenschutz | - Stadt Göttingen - Landkreis Göttingen | - Göttingen - Berufsfeuerwehr Göttingen                                                                     | - 1.117,5 km² - 450.000                       | Die KRL wurde im Dezember 2017 in Betrieb genommen |
| Leitstelle Goslar                                                              | - Feuerwehr - Rettungsdienst - Katastrophenschutz | - Landkreis Goslar | - Goslar - Kreis                                                                                            | - 965,1 km² - 148.091                         | |
| Leitstelle Hameln                                                              | - Feuerwehr - Rettungsdienst - Katastrophenschutz - Polizei | - Landkreis Hameln-Pyrmont (HM) - Landkreis Holzminden (HOL)                                                                                        | - Hameln - Kreis/Polizei                                                                                    | - 1.488,7 km² - 233.970                       | Kooperative Regionalleitstelle Weserbergland. Der Zuständigkeitsbereich der Polizei umfasst zusätzlich die Landkreise Schaumburg und Nienburg sowie Stadt und Landkreis Hildesheim |
| Leitstelle Hannover                                                            | - Feuerwehr - Rettungsdienst - Katastrophenschutz | - Region Hannover | - Hannover - Berufsfeuerwehr                                                                                | - 2.290,5 km² - 1.129.201                     | Es ist ein Zusammenschluss der Feuer- und Rettungsleitstelle mit der Polizeileitstelle geplant. |
| Leitstelle Harburg                                                             | - Feuerwehr - Rettungsdienst - Katastrophenschutz | - Landkreis Harburg | - Winsen (Luhe) - Kreis                                                                                     | - 1.244,6 km² - 243.888                       | Die Leitstelle arbeitet in einem virtuellen Leitstellenverbund mit den Leitstellen Heidekreis und Rotenburg zusammen. |
| Leitstelle Helmstedt                                                           | - Feuerwehr - Rettungsdienst - Katastrophenschutz | - Landkreis Helmstedt | - Helmstedt - Kreis                                                                                         | - 673,8 km² - 95.871                          | Fusion mit der Leitstelle Stadt Wolfsburg ist 2012 durchgeführt worden. Standort Wolfsburg. |
| Florian Hildesheim                                                             | - Feuerwehr - Rettungsdienst - Katastrophenschutz | - Landkreis Hildesheim - Stadt Hildesheim | - Hildesheim - Berufsfeuerwehr/Kreis                                                                        | - 1.205,8 km² - 288.623                       | Die Stadt Hildesheim ist rechtlich bzgl. Feuerwehr, Rettungsdienst und Katastrophenschutz selbstständig. |
| Florian Lüchow                                                                 | - Feuerwehr - Rettungsdienst - Katastrophenschutz | - Landkreis Lüchow-Dannenberg | - Lüchow (Wendland) - Kreis                                                                                 | - 1.220,5 km² - 50.465                        | Geplanter virtueller Leitstellenverbund mit den Landkreisen Celle, Uelzen und Gifhorn, ab 2011 Umstellung auf digitale Alarmierung. Digitale Alarmierung aktiv, zurzeit noch Testphase (Stand:08/2011) |
| Leitstelle Lüneburg                                                            | - Feuerwehr - Rettungsdienst - Katastrophenschutz - Polizei | - Landkreis Lüneburg | - Lüneburg - Kreis                                                                                          | - 1.323,4 km² - 176.445                       | Seit August 2015 wurden die FEL (Feuerwehr Einsatz- und Rettungsleitstelle) sowie die Leitstelle der Polizei zur KLL (Kooperative Leitstelle Lüneburg) zusammengeführt. Hier laufen alle polizeilichen Notrufe der „110“ aus den Landkreisen Celle, Heidekreis, Rotenburg, Stade, Lüneburg, Lüchow-Dannenberg, Uelzen und Harburg auf. Außerdem erreichen die Notrufe über 112 aus dem Landkreis Lüneburg hier ihr Ziel.                                                            |
| Leitstelle Northeim                                                            | - Feuerwehr - Rettungsdienst - Katastrophenschutz | - Landkreis Northeim | - Northeim - Kreis                                                                                          | - 1.266,9 km² - 144.044                       | |
| Leitstelle Oldenburg                                                           | - Feuerwehr - Rettungsdienst - Katastrophenschutz - Polizei | - Oldenburg (Oldenburg) - Landkreis Oldenburg - Landkreis Cloppenburg - Landkreis Wesermarsch - Landkreis Ammerland - Delmenhorst                   | - Oldenburg - AÖR Großleitstelle Oldenburger Land/Polizei                                                   | - 4.196,7 km² - 730.232                       | Inbetriebnahme im Juli 2012 erfolgt / Es werden auch die Polizeieinsätze in den Kreisen Cuxhaven, Diepholz, Friesland, Osterholz, Vechta und Verden sowie in der Stadt Wilhelmshaven koordiniert. |
| Leitstelle Osnabrück                                                           | - Feuerwehr - Rettungsdienst - Katastrophenschutz - Polizei | - Osnabrück - Landkreis Osnabrück | - Osnabrück - Regionalleitstelle Osnabrück kAÖR                                                             | - 2.241,4 km² - 521.722                       | Im Zuge der Neugliederung der Leitstellen im Land Niedersachsen wurde im Jahr 2012 eine neue kooperative Regionalleitstelle als kommunale Anstalt des öffentlichen Rechts (kAöR) eingeweiht. Sie befindet sich nun, gemeinsam mit der Leitstelle der Polizei, im Kreishaus des Landkreises am Schölerberg und ist für Feuerwehr und Rettungsdienst in Stadt und Landkreis Osnabrück zuständig. Die Leitstelle in der Hauptfeuerwache wird seitdem nur noch als Reserve vorgehalten. |
| Leitstelle Ostfriesland                                                        | - Feuerwehr - Rettungsdienst - Katastrophenschutz - Polizei | - Landkreis Aurich - Landkreis Wittmund - Landkreis Leer - Stadt Emden (nur Polizei)                                                                | - Stadt Wittmund - Kooperative Regionalleitstelle Ostfriesland AöR                                          | - 3.029.9 km² - 413.123                       | Die „Kooperative Regionalleitstelle Ostfriesland AöR“ mit Sitz in Wittmund ist zuständig für die Landkreise Aurich, Leer und Wittmund. Zusätzlich betreut die polizeiliche Seite auch die Stadt Emden. Quelle: |
| Leitstelle Rotenburg                                                           | - Feuerwehr - Rettungsdienst - Katastrophenschutz | - Landkreis Rotenburg (Wümme) | - Zeven - Kreis                                                                                             | - 2.070,0 km² - 165.074                       | Die Leitstelle arbeitet in einem virtuellen Leitstellenverbund mit Leitstelle Heidekreis und Florian Harburg. |
| Florian Salzgitter                                                             | - Feuerwehr - Rettungsdienst - Katastrophenschutz | - Salzgitter | - Salzgitter-Lebenstedt - Berufsfeuerwehr                                                                   | - 224,0 km² - 105.320                         | |
| Leitstelle Schaumburg                                                          | - Feuerwehr - Rettungsdienst - Katastrophenschutz | - Landkreis Schaumburg - Landkreis Nienburg/Weser                                                                                                   | - Stadthagen - Kreise                                                                                       | - 2.074,5 km² - 289.067                       | |
| Florian Stade                                                                  | - Feuerwehr - Rettungsdienst - Katastrophenschutz | - Landkreis Stade | - Stade - Kreis                                                                                             | - 1.266,0 km² - 197.091                       | |
| Leitstelle Uelzen                                                              | - Feuerwehr - Rettungsdienst - Katastrophenschutz | - Landkreis Uelzen | - Uelzen - Kreis/DRK                                                                                        | - 1.453,9 km² - 95.983                        | Leitstellenverbund mit den Landkreisen Celle, Gifhorn und Lüchow-Dannenberg |
| Florian Vechta                                                                 | - Feuerwehr - Rettungsdienst - Katastrophenschutz | - Landkreis Vechta | - Vechta - Kreis                                                                                            | - 812,5 km² - 134.404                         | |
| Leitstelle Verden                                                              | - Feuerwehr - Rettungsdienst - Katastrophenschutz | - Landkreis Verden | - Verden (Aller) - Kreis                                                                                    | - 787,7 km² - 133.767                         | |
| Florian Wolfsburg                                                              | - Feuerwehr - Rettungsdienst - Katastrophenschutz | - Wolfsburg | - Wolfsburg - Berufsfeuerwehr                                                                               | - 204,0 km² - 120.009                         | Fusion mit der Leitstelle LK Helmstedt ist beschlossen. Standort Wolfsburg. |
| Nordrhein-Westfalen                                                            | | | |                                               | |
| Leitstelle Aachen                                                              | - Feuerwehr - Rettungsdienst - Katastrophenschutz | - Städteregion Aachen | - Aachen - Berufsfeuerwehr                                                                                  | - 707,12 km² - 582.410                        | |
| Leitstelle Berga                                                               | - Feuerwehr - Rettungsdienst - Katastrophenschutz | - Rheinisch-Bergischer Kreis | - Bergisch Gladbach - Kreis                                                                                 | - 438 km² - 284.273                           | |
| Leitstelle Bielefeld                                                           | - Feuerwehr - Rettungsdienst - Katastrophenschutz | - Bielefeld | - Bielefeld - Berufsfeuerwehr                                                                               | - 257,8 km² - 331.605                         | |
| Florian Bochum                                                                 | - Feuerwehr - Rettungsdienst - Katastrophenschutz | - Bochum | - Bochum - Berufsfeuerwehr                                                                                  | - 145,4 km² - 358.676                         | |
| Leitstelle Bonn                                                                | - Feuerwehr - Rettungsdienst - Katastrophenschutz | - Bonn | - Bonn - Berufsfeuerwehr                                                                                    | - 141,2 km² - 323.336                         | |
| Leitstelle Borken                                                              | - Feuerwehr - Rettungsdienst - Katastrophenschutz | - Kreis Borken | - Borken - Kreis                                                                                            | - 1.418,8 km² - 380.796                       | |
| Florian Bottrop                                                                | - Feuerwehr - Rettungsdienst - Katastrophenschutz | - Bottrop | - Bottrop - Berufsfeuerwehr                                                                                 | - 100,7 km² - 118.535                         | |
| Florian Coesfeld                                                               | - Feuerwehr - Rettungsdienst - Katastrophenschutz | - Kreis Coesfeld | - Coesfeld - Kreis                                                                                          | - 1.110,1 km² - 227.859                       | Seit dem 1. Jan. 2014 Leitstelle Coesfeld! |
| Leitstelle Düsseldorf                                                          | - Feuerwehr - Rettungsdienst - Katastrophenschutz | - Düsseldorf | - Düsseldorf - Berufsfeuerwehr                                                                              | - 217,0 km² - 618.685                         | |
| Florian Duisburg                                                               | - Feuerwehr - Rettungsdienst - Katastrophenschutz | - Duisburg | - Duisburg - Berufsfeuerwehr                                                                                | - 232,8 km² - 502.270                         | |
| Leitstelle Dortmund                                                            | - Feuerwehr - Rettungsdienst - Katastrophenschutz | - Dortmund | - Dortmund - Berufsfeuerwehr                                                                                | - 280,3 km² - 603.462                         | |
| Leitstelle Kreis Düren                                                         | - Feuerwehr - Rettungsdienst - Katastrophenschutz | - Kreis Düren | - Kreuzau-Stockheim - Kreis                                                                                 | - 940,6 km² - 279.285                         | Bei Einführung der OPTA-Funkrufnamen von Florian Düren in Leitstelle Kreis Düren geändert |
| Leitstelle Ennepe                                                              | - Feuerwehr - Rettungsdienst - Katastrophenschutz | - Ennepe-Ruhr-Kreis | - Schwelm - Kreis                                                                                           | - 408,3 km² - 314.167                         | |
| Leitstelle Rhein-Erft Kreis                                                    | - Feuerwehr - Rettungsdienst - Katastrophenschutz | - Rhein-Erft-Kreis | - Kerpen - Feuerwehr                                                                                        | - 704,7 km² - 477.988                         | |
| Leitstelle Essen                                                               | - Feuerwehr - Rettungsdienst - Katastrophenschutz | - Essen | - Essen - Berufsfeuerwehr                                                                                   | - 210,4 km² - 574.682                         | Bei Einführung der OPTA-Funkrufnamen von Florian Essen in Leitstelle Essen geändert |
| Leitstelle Euskirchen                                                          | - Feuerwehr - Rettungsdienst - Katastrophenschutz | - Kreis Euskirchen | - Euskirchen - Kreis                                                                                        | - 1.249,0 km² - 202.609                       | |
| Florian Gelsenkirchen                                                          | - Feuerwehr - Rettungsdienst - Katastrophenschutz | - Gelsenkirchen | - Gelsenkirchen - Berufsfeuerwehr                                                                           | - 104,8 km² - 267.930                         | |
| Leitstelle Gütersloh                                                           | - Feuerwehr - Rettungsdienst - Katastrophenschutz | - Kreis Gütersloh | - Gütersloh - Kreis                                                                                         | - 967,2 km² - 363.982                         | Bei Einführung der OPTA-Funkrufnamen von Florian Gütersloh in Leitstelle Gütersloh geändert. Das Personal wird vom Kreis Gütersloh gestellt. |
| Florian Hagen                                                                  | - Feuerwehr - Rettungsdienst - Katastrophenschutz | - Hagen | - Hagen - Berufsfeuerwehr                                                                                   | - 160,4 km² - 190.384                         | |
| Florian Hamm                                                                   | - Feuerwehr - Rettungsdienst - Katastrophenschutz | - Hamm | - Hamm - Berufsfeuerwehr                                                                                    | - 226,3 km² - 179.968                         | |
| Leitstelle Kreis Heinsberg                                                     | - Feuerwehr - Rettungsdienst - Katastrophenschutz | - Kreis Heinsberg | - Erkelenz - Kreis                                                                                          | - 628,0 km² - 263.681                         | - Bei Einführung der OPTA-Funkrufnamen von Florian Heinsberg in Leitstelle Kreis Heinsberg geändert |
| Leitstelle Herford                                                             | - Feuerwehr - Rettungsdienst - Katastrophenschutz | - Kreis Herford | - Hiddenhausen-Eilshausen - Kreis                                                                           | - 450,0 km² - 254.404                         | |
| Florian Herne                                                                  | - Feuerwehr - Rettungsdienst - Katastrophenschutz | - Herne | - Herne - Berufsfeuerwehr                                                                                   | - 51,4 km² - 155.851                          | |
| Leitstelle Kreis Höxter                                                        | - Feuerwehr - Rettungsdienst - Katastrophenschutz | - Kreis Höxter | - Brakel - Kreis                                                                                            | - 1.200,0 km² - 139.252                       | Geänderter Leitstellenname (Florian Höxter -> Leitstelle Kreis Höxter) und geänderte Funkrufnamen ab dem 1. Oktober 2012 zur Vorbereitung auf die Einführung des Digitalfunks 2013. |
| Leitstelle Kleve                                                               | - Feuerwehr - Rettungsdienst - Katastrophenschutz | - Kreis Kleve | - Kleve - Kreis                                                                                             | - 1.232,1 km² - 322.018                       | |
| Florian Köln                                                                   | - Feuerwehr - Rettungsdienst - Katastrophenschutz | - Köln | - Köln - Berufsfeuerwehr                                                                                    | - 405,2 km² - 1.024.621                       | |
| Florian Krefeld                                                                | - Feuerwehr - Rettungsdienst - Katastrophenschutz | - Krefeld | - Krefeld - Berufsfeuerwehr                                                                                 | - 137,9 km² - 231.406                         | |
| Florian Leverkusen                                                             | - Feuerwehr - Rettungsdienst - Katastrophenschutz | - Leverkusen | - Leverkusen - Berufsfeuerwehr                                                                              | - 78,9 km² - 168.581                          | |
| Leitstelle Lippe                                                               | - Feuerwehr - Rettungsdienst - Katastrophenschutz - Ärztlicher Bereitschaftsdienst | - Kreis Lippe | - Lemgo - Kreis Lippe                                                                                       | - 1.246,4 km² - 347.149                       | |
| Leitstelle Mark                                                                | - Feuerwehr - Rettungsdienst - Katastrophenschutz | - Märkischer Kreis | - Altena - Kreis                                                                                            | - 1.059,0 km² - 408.046                       | Der Notruf 112 läuft aus dem gesamten Kreisgebiet in der Leitstelle Mark auf. Lediglich Notrufe aus dem Festnetz im Bereich der BF Iserlohn werden in Iserlohn angenommen und bearbeitet. Nach Umstellung auf die neuen Funkrufnamen jetzt „Leitstelle Mark“ |
| Leitstelle Kreis Mettmann                                                      | - Feuerwehr - Rettungsdienst - Katastrophenschutz - Polizei | - Kreis Mettmann | - Mettmann - Kreis                                                                                          | - 408,0 km² - 490.910                         | Aus Alt-Erkrath und Unterfeldhaus laufen Notrufe oftmals in Düsseldorf auf. Daher gilt dort zusätzlich die Notrufnummer (0211)203030. Der Notruf der Städte Langenfeld und Monheim wird in der Stadt Langenfeld aufgrund gleicher Vorwahl abgefragt und disponiert. |
| Leitstelle Minden                                                              | - Feuerwehr - Rettungsdienst - Katastrophenschutz | - Kreis Minden-Lübbecke | - Hille - Kreis                                                                                             | - 1.152 km² - 320.557                         | Seit 2022 Neubau der Leitstelle in Hille im FTZ des Kreises Minden-Lübbecke |
| Florian Mönchengladbach                                                        | - Feuerwehr - Rettungsdienst - Katastrophenschutz | - Mönchengladbach | - Mönchengladbach - Berufsfeuerwehr                                                                         | - 170,5 km² - 267.213                         | |
| Florian Mülheim                                                                | - Feuerwehr - Rettungsdienst - Katastrophenschutz | - Mülheim an der Ruhr | - Mülheim an der Ruhr - Berufsfeuerwehr                                                                     | - 91,3 km² - 173.050                          | Aufgrund der identischen Vorwahl mit Oberhausen (0208) gilt für Krankentransporte die 19212 statt der 19222 |
| Leitstelle Münster                                                             | - Feuerwehr - Rettungsdienst - Katastrophenschutz | - Münster | - Münster - Berufsfeuerwehr                                                                                 | - 302,9 km² - 308.258                         | |
| Leitstelle Rhein-Kreis-Neuss                                                   | - Feuerwehr - Rettungsdienst - Katastrophenschutz | - Rhein-Kreis Neuss | - Neuss - Kreis                                                                                             | - 576 km² - 457.077                           | |
| Leitstelle Oberberg                                                            | - Feuerwehr - Rettungsdienst - Katastrophenschutz | - Oberbergischer Kreis | - Marienheide-Kotthausen - Kreis                                                                            | - 918,2 km² - 274.057                         | |
| Florian Oberhausen                                                             | - Feuerwehr - Rettungsdienst - Katastrophenschutz | - Oberhausen | - Oberhausen - Berufsfeuerwehr                                                                              | - 77,0 km² - 213.646                          | |
| Leitstelle Olpe                                                                | - Feuerwehr - Rettungsdienst - Katastrophenschutz | - Kreis Olpe | - Olpe - Kreis                                                                                              | - 710,0 km² - 132.346                         | |
| Leitstelle Paderborn                                                           | - Feuerwehr - Rettungsdienst - Katastrophenschutz | - Kreis Paderborn | - Büren-Ahden - Kreis                                                                                       | - 1.245,3 km² - 315.912                       | |
| Florian Recklinghausen                                                         | - Feuerwehr - Rettungsdienst - Katastrophenschutz | - Kreis Recklinghausen | - Recklinghausen - Kreis                                                                                    | - 760,4 km² - 621.305                         | |
| Leitstelle Remscheid                                                           | - Feuerwehr - Rettungsdienst - Katastrophenschutz | - Remscheid | - Remscheid - Berufsfeuerwehr                                                                               | - 74,6 km² - 113.828                          | Florian Remscheid wurde zu Leitstelle Remscheid |
| Leitstelle Rhein-Sieg                                                          | - Feuerwehr - Rettungsdienst - Katastrophenschutz | - Rhein-Sieg-Kreis | - Siegburg - Kreis                                                                                          | - 1.153,0 km² - 605.441                       | |
| Leitstelle Sauerland                                                           | - Feuerwehr - Rettungsdienst - Katastrophenschutz | - Hochsauerlandkreis | - Meschede - Kreis                                                                                          | - 1.958,8 km² - 260.843                       | |
| Leitstelle SiWi                                                                | - Feuerwehr - Rettungsdienst - Katastrophenschutz | - Kreis Siegen-Wittgenstein | - Siegen-Weidenau - Kreis                                                                                   | - 1.131,6 km² - 274.074                       | Die Leitstelle heißt jetzt Leitstelle Siegen-Wittgenstein (LS Si-Wi). Es werden neue Funkrufnamen in Vorbereitung auf den Digitalfunk genutzt. |
| Leitstelle Kreis Soest                                                         | - Feuerwehr - Rettungsdienst - Katastrophenschutz | - Kreis Soest | - Soest - Kreis                                                                                             | - 1.327,0 km² - 300.297                       | |
| Leitstelle Kreis Steinfurt                                                     | - Feuerwehr - Rettungsdienst - Katastrophenschutz | - Kreis Steinfurt | - Steinfurt - Kreis                                                                                         | - 1.791,3 km² - 451.712                       | Florian Steinfurt heißt seit dem 1. Oktober 2012 Leitstelle Kreis Steinfurt. |
| Leitstelle Unna                                                                | - Feuerwehr - Rettungsdienst - Katastrophenschutz | - Kreis Unna | - Unna - Kreis                                                                                              | - 542,6 km² - 393.784                         | Die Berufsfeuerwehr Lünen koordiniert ihre FW-Einsätze selbstständig |
| Florian Viersen                                                                | - Feuerwehr - Rettungsdienst - Katastrophenschutz | - Kreis Viersen | - Viersen - Feuerwehr                                                                                       | - 563.3 km² - 297.857                         | |
| Leitstelle Kreis Warendorf                                                     | - Feuerwehr - Rettungsdienst - Katastrophenschutz | - Kreis Warendorf | - Warendorf - Kreis                                                                                         | - 1.316,8 km² - 282.639                       | - Die Feuerwehr der Stadt Ahlen fragt den Notruf im Telefonfestnetz von Ahlen selber ab (FRN: Flo Ahlen). Der Mobilfunk läuft komplett in Warendorf auf. - Neuer Leitstellenname nach der Umstellung auf OPTA |
| Leitstelle Wesel                                                               | - Feuerwehr - Rettungsdienst - Katastrophenschutz | - Kreis Wesel | - Wesel - Kreis                                                                                             | - 1.042,4 km² - 457.918                       | |
| Leitstelle Wupper                                                              | - Feuerwehr - Rettungsdienst - Katastrophenschutz | - Solingen (SG) - Wuppertal (W) | - Wuppertal - Berufsfeuerwehr                                                                               | - 257,9 km² - 519.447                         | Die Leitstelle entstand im März 2007 aus den beiden selbstständigen Leitstellen Solingen und Wuppertal. |
| Rheinland-Pfalz                                                                | | | |                                               | |
| Leitstelle Kaiserslautern                                                      | - Feuerwehr - Rettungsdienst - Katastrophenschutz | - Landkreis Kaiserslautern - Kaiserslautern - Landkreis Kusel - Donnersbergkreis                                                                    | - Kaiserslautern - Berufsfeuerwehr                                                                          | - 1.998,46 km² - 361.796                      | Funkrufnamen: Leitstelle Kaiser |
| Leitstelle Koblenz                                                             | - Feuerwehr - Rettungsdienst - Katastrophenschutz | - Landkreis Mayen-Koblenz - Koblenz - Landkreis Ahrweiler - Landkreis Cochem-Zell - Rhein-Hunsrück-Kreis                                            | - Koblenz - Berufsfeuerwehr                                                                                 | - 3.393,51 km² - 631.936                      | |
| Leitstelle Ludwigshafen                                                        | - Feuerwehr - Rettungsdienst - Katastrophenschutz | - Ludwigshafen am Rhein - Rhein-Pfalz-Kreis - Frankenthal - Speyer - Neustadt an der Weinstraße - Landkreis Bad Dürkheim                            | - Ludwigshafen am Rhein - Berufsfeuerwehr                                                                   | - 1.180,84 km² - 598.948                      | Inbetriebnahme ILS am 18. Mai 2018 in Kooperation mit dem DRK |
| Leitstelle Mainz                                                               | - Feuerwehr - Rettungsdienst - Katastrophenschutz | - Landkreis Mainz-Bingen - Mainz - Worms - Landkreis Alzey-Worms - Landkreis Bad Kreuznach                                                          | - Mainz-Gonsenheim - DRK                                                                                    | - 2.263,80 km² - 819.066                      | Ab Frühjahr 2025 werden die derzeitigen drei Standorte technisch zusammengeschaltet. Die Notrufabfrage erfolgt ab dann als integrierte Leitstelle über die Notrufnummer 112 gleichberechtigt von allen Standorten. Bis zum Jahr 2030 soll der Betrieb dann an nur noch einem Standort zentralisiert werden. |
| Florian Mainz (Leitstelle)                                                     | - Feuerwehr - Rettungsdienst - Katastrophenschutz | - Landkreis Mainz-Bingen - Mainz - Worms - Landkreis Alzey-Worms - Landkreis Bad Kreuznach                                                          | - Mainz-Bretzenheim - Berufsfeuerwehr                                                                       | - 2.263,80 km² - 819.066                      | Ab Frühjahr 2025 werden die derzeitigen drei Standorte technisch zusammengeschaltet. Die Notrufabfrage erfolgt ab dann als integrierte Leitstelle über die Notrufnummer 112 gleichberechtigt von allen Standorten. Bis zum Jahr 2030 soll der Betrieb dann an nur noch einem Standort zentralisiert werden. |
| Florian Worms                                                                  | - Feuerwehr - Rettungsdienst - Katastrophenschutz | - Landkreis Mainz-Bingen - Mainz - Worms - Landkreis Alzey-Worms - Landkreis Bad Kreuznach                                                          | - Worms - Feuerwehr                                                                                         | - 2.263,80 km² - 819.066                      | Ab Frühjahr 2025 werden die derzeitigen drei Standorte technisch zusammengeschaltet. Die Notrufabfrage erfolgt ab dann als integrierte Leitstelle über die Notrufnummer 112 gleichberechtigt von allen Standorten. Bis zum Jahr 2030 soll der Betrieb dann an nur noch einem Standort zentralisiert werden. |
| Leitstelle Montabaur                                                           | - Feuerwehr - Rettungsdienst - Katastrophenschutz | - Landkreis Altenkirchen - Westerwaldkreis - Rhein-Lahn-Kreis - Landkreis Neuwied                                                                   | - Montabaur - DRK                                                                                           | - 3.039,94 km² - 651.370                      | |
| Leitstelle Landau                                                              | - Feuerwehr - Rettungsdienst - Katastrophenschutz | - Landkreis Südliche Weinstraße - Landau in der Pfalz - Landkreis Germersheim - Landkreis Südwestpfalz - Pirmasens - Zweibrücken                    | - Landau in der Pfalz - DRK                                                                                 | - 2.271,78 km² - 459.512                      | |
| Leitstelle Trier                                                               | - Feuerwehr - Rettungsdienst - Katastrophenschutz | - Landkreis Trier-Saarburg - Trier - Landkreis Bernkastel-Wittlich - Eifelkreis Bitburg-Prüm - Landkreis Vulkaneifel - Landkreis Birkenfeld         | - Trier - Berufsfeuerwehr                                                                                   | - 5.702,58 km² - 629.899                      | Der Landkreis Birkenfeld wird seit dem 20. Dezember 2024 von der Leitstelle Trier disponiert |
| Saarland                                                                       | | | |                                               | |
| Saarfürst (FLZ)                                                                | - Polizei | - Regionalverband Saarbrücken - Landkreis Merzig-Wadern - Landkreis Neunkirchen - Landkreis Saarlouis - Saarpfalz-Kreis - Landkreis St. Wendel      | - Saarbrücken - Innenministerium                                                                            | - 2.571,52 km² - 992.098                      | Seit 2010 zentrale Annahmestelle des Polizeinotrufes 110 |
| Leitstelle Saar                                                                | - Rettungsdienst - Feuerwehr - Katastrophenschutz | - Regionalverband Saarbrücken - Landkreis Merzig-Wadern - Landkreis Neunkirchen - Landkreis Saarlouis - Saarpfalz-Kreis - Landkreis St. Wendel      | - Saarbrücken - Zweckverband für Rettungsdienst und Feuerwehralarmierung                                    | - 2.571,52 km² - 992.098                      | Leitstelle Saar seit 2016 zentrale Annahmestelle des Notrufes 112. Landesweite Hausnotrufzentrale für DRK, MHD und ASB. Alarmierungen von Feuerwehr und Katastrophenschutz im Regionalverband Saarbrücken eigenständig durch Leitstelle der Berufsfeuerwehr. |
| Florian Saarbrücken                                                            | - Feuerwehr - Katastrophenschutz | - Regionalverband Saarbrücken | - Saarbrücken - Berufsfeuerwehr                                                                             | - 410,61 km² - 325.978                        | Leitstelle Saar seit 2016 zentrale Annahmestelle des Notrufes 112. Landesweite Hausnotrufzentrale für DRK, MHD und ASB. Alarmierungen von Feuerwehr und Katastrophenschutz im Regionalverband Saarbrücken eigenständig durch Leitstelle der Berufsfeuerwehr. |
| Sachsen                                                                        | | | |                                               | |
| Leitstelle Leipzig                                                             | - Feuerwehr - Rettungsdienst - Katastrophenschutz | - Leipzig (L) - Landkreis Leipzig (L) - Landkreis Nordsachsen (TDO)                                                                                 | - Leipzig - Berufsfeuerwehr                                                                                 | - 3.964,2 km² - 996.960                       | Inbetriebnahme 2016 |
| Leitstelle Chemnitz                                                            | - Feuerwehr - Rettungsdienst - Katastrophenschutz | - Chemnitz (C) - Landkreis Mittelsachsen (FG) - Erzgebirgskreis (ERZ)                                                                               | - Chemnitz - Berufsfeuerwehr                                                                                | - 4.161,6 km² - 956.085                       | Inbetriebnahme 2017 |
| Leitstelle Zwickau                                                             | - Feuerwehr - Rettungsdienst - Katastrophenschutz | - Landkreis Zwickau (Z) - Vogtlandkreis (V) | - Zwickau - Berufsfeuerwehr                                                                                 | - 2.259,2 km² - 600.229                       | Inbetriebnahme 2014 |
| Leitstelle Dresden                                                             | - Feuerwehr - Rettungsdienst - Katastrophenschutz | - Dresden (DD) - Landkreis Meißen (MEI) - Landkreis Sächsische Schweiz-Osterzgebirge (PIR)                                                          | - Dresden - Berufsfeuerwehr                                                                                 | - 3.434,3 km² - 1.020.491                     | Inbetriebnahme 2013 |
| Leitstelle Ostsachsen                                                          | - Feuerwehr - Rettungsdienst - Katastrophenschutz - Ärztlicher Bereitschaftsdienst | - Landkreis Bautzen (BZ) - Landkreis Görlitz (GR)                                                                                                   | - Hoyerswerda - Berufsfeuerwehr                                                                             | - 4.496,7 km² - 613.948                       | Inbetriebnahme 2013 |
| Sachsen-Anhalt                                                                 | | | |                                               | |
| Leitstelle Altmark                                                             | - Feuerwehr - Rettungsdienst - Katastrophenschutz | - Altmarkkreis Salzwedel - Landkreis Stendal | - Stendal - Kreis                                                                                           | - 4.715,5 km² - 220.787                       | |
| Leitstelle Anhalt-Bitterfeld                                                   | - Feuerwehr - Rettungsdienst - Katastrophenschutz | - Landkreis Anhalt-Bitterfeld | - Bitterfeld-Wolfen - Kreis                                                                                 | - 1.452,7 km² - 184.877                       | |
| Leitstelle Börde                                                               | - Feuerwehr - Rettungsdienst - Katastrophenschutz - THW | - Landkreis Börde | - Haldensleben - Kreis                                                                                      | - 2.366,2 km² - 185.457                       | |
| Leitstelle Burgenlandkreis                                                     | - Feuerwehr - Rettungsdienst - Katastrophenschutz | - Burgenlandkreis | - Naumburg (Saale) - Kreis                                                                                  | - 1.413,4 km² - 201.932                       | |
| Leitstelle Dessau                                                              | - Feuerwehr - Rettungsdienst - Katastrophenschutz | - Dessau-Roßlau | - Dessau-Roßlau - Berufsfeuerwehr                                                                           | - 244,6 km² - 89.934                          | |
| Leitstelle Halle                                                               | - Feuerwehr - Rettungsdienst - Katastrophenschutz | - Halle (Saale) - nördlicher Saalekreis | - Halle (Saale) - Berufsfeuerwehr                                                                           | - 135,0 km² - 233.705                         | Die Leitstelle ist auch für den nördlichen Saalekreis zuständig. |
| Leitstelle Harz                                                                | - Feuerwehr - Rettungsdienst - Katastrophenschutz | - Landkreis Harz | - Halberstadt - Eigenbetrieb Kreis                                                                          | - 2.104,0 km² - 241.017                       | |
| Leitstelle Jerichower Land                                                     | - Feuerwehr - Rettungsdienst - Katastrophenschutz | - Landkreis Jerichower Land | - Burg (bei Magdeburg) - Kreis                                                                              | - 1.576,7 km² - 99.693                        | Inbetriebnahme Neubau März 2015 |
| Leitstelle Magdeburg                                                           | - Feuerwehr - Rettungsdienst - Katastrophenschutz - THW | - Magdeburg | - Magdeburg - Berufsfeuerwehr                                                                               | - 201,0 km² - 232.364                         | |
| Leitstelle Mansfeld-Südharz                                                    | - Feuerwehr - Rettungsdienst - Katastrophenschutz | - Landkreis Mansfeld-Südharz | - Sangerhausen - Kreis                                                                                      | - 1.448,7 km² - 158.223                       | |
| Leitstelle Saalekreis                                                          | - Feuerwehr - Rettungsdienst - Katastrophenschutz | - südlicher Saalekreis | - Merseburg - Kreis                                                                                         | - 1.433,3 km² - 203.989                       | Die Leitstelle ist nur für den ehem. Landkreis Merseburg-Querfurt bzw. heutigen südlichen Saalekreis zuständig. |
| Leitstelle Salzlandkreis                                                       | - Feuerwehr - Rettungsdienst - Katastrophenschutz | - Salzlandkreis | - Staßfurt - Kreis                                                                                          | - 1.425,9 km² - 219.222                       | |
| Leitstelle Wittenberg                                                          | - Feuerwehr - Rettungsdienst - Katastrophenschutz | - Landkreis Wittenberg | - Lutherstadt Wittenberg - Kreis                                                                            | - 1.929,9 km² - 142.906                       | |
| Schleswig-Holstein                                                             | | | |                                               | |
| Leitstelle Nord Polizei: Nordwind                                              | - Feuerwehr - Rettungsdienst - Katastrophenschutz - Polizei | - Kreis Nordfriesland (NF) - Kreis Schleswig-Flensburg (SL) - Flensburg (FL)                                                                        | - Harrislee - Zweckverband/Polizei                                                                          | - 4.176,6 km² - 453.620                       | Inbetriebnahme 3. September 2009 |
| Leitstelle West Polizei: Westwind                                              | - Feuerwehr - Rettungsdienst - Katastrophenschutz - Polizei | - Kreis Pinneberg (PI) - Kreis Steinburg (IZ) - Kreis Dithmarschen (HEI) - Kreis Segeberg (SE)                                                      | - Elmshorn - Kreis Pinneberg/Polizei                                                                        | - 4.492,6 km² - 863.538                       | Inbetriebnahme: Dezember 2001 (Fw/RD); April 2010 (Polizei). Kreis SE vorher bei Leitstelle Holstein (bis März 2021) |
| Leitstelle Süd                                                                 | - Feuerwehr - Rettungsdienst - Katastrophenschutz | - Kreis Stormarn (OD) - Kreis Herzogtum Lauenburg (RZ) - Kreis Ostholstein (OH)                                                                     | - Bad Oldesloe - Kreis                                                                                      | - 3421,3 km² - 617,835                        | Integrierte Regionalleitstelle / Inbetriebnahme März 2006 Kreis OH seit 2013 |
| Leitstelle Mitte                                                               | - Feuerwehr - Rettungsdienst - Katastrophenschutz | - Kiel (KI) - Kreis Plön (PLÖ) - Kreis Rendsburg-Eckernförde (RD)                                                                                   | - Kiel - Berufsfeuerwehr                                                                                    | - 3.387,2 km² - 643.430                       | Inbetriebnahme Dezember 2007 |
| Leitstelle Neumünster                                                          | - Feuerwehr - Rettungsdienst - Katastrophenschutz | - Neumünster (NMS) | - Neumünster - Berufsfeuerwehr                                                                              | - 71,63 km² - 76.830                          | Gefahrenabwehrzentrum Neumünster, Inbetriebnahme 1. Juli 2012 |
| Leitstelle Lübeck                                                              | - Feuerwehr - Rettungsdienst - Katastrophenschutz | - Lübeck | - Lübeck - Berufsfeuerwehr                                                                                  | - 214,1 km² - 211.541                         | |
| Thüringen                                                                      | | | |                                               | |
| Landeseinsatzzentrale Erfurt                                                   | - Polizei | - Freistaat Thüringen (TH) | - Erfurt - Thüringer Polizei                                                                                | - 16.202,33 km² - 2.100.277                   | |
| Leitstelle Eichsfeld                                                           | - Feuerwehr - Rettungsdienst - Katastrophenschutz | - Landkreis Eichsfeld (EIC) | - Heiligenstadt - Kreis                                                                                     | - 991,14 km² - 103.694                        | |
| Leitstelle Erfurt                                                              | - Feuerwehr - Rettungsdienst - Katastrophenschutz | - Erfurt (EF) - Landkreis Sömmerda (SÖM) - Weimar (WE) – nur Rettungsdienst                                                                         | - Erfurt-Marbach - Berufsfeuerwehr                                                                          | - 1.161,27 km² - 352.440                      | Seit 01.03.2023 koordiniert die Leitstelle Erfurt alle Einsätze aus Weimar. |
| Leitstelle Gera                                                                | - Feuerwehr - Rettungsdienst - Katastrophenschutz | - Gera (G) - Altenburger Land (ABG) - Landkreis Greiz (GRZ) - Saale-Orla-Kreis (SOK)                                                                | - Gera - Berufsfeuerwehr                                                                                    | - 2.718,84 km² - 354.164                      | Inbetriebnahme der ZLS im April 1992; Umbau im Jahr 2008; Einweihung 26. Februar 2009; |
| Leitstelle Gotha                                                               | - Feuerwehr - Rettungsdienst - Katastrophenschutz | - Landkreis Gotha (GTH) | - Gotha - Kreis                                                                                             | - 936,08 km² - 135.838                        | |
| Leitstelle Westthüringen                                                       | - Feuerwehr - Rettungsdienst - Katastrophenschutz | - Ilm-Kreis (IK) - Wartburgkreis (WAK) | - Arnstadt - Eisenach - Zweckverband                                                                        | - 2.176,84 km² - 261.614                      | Gemeinsame virtuelle Leitstelle mit zwei Standorten. |
| Leitstelle Jena                                                                | - Feuerwehr - Rettungsdienst - Katastrophenschutz | - Jena (J) - Saale-Holzland-Kreis (SHK) - Landkreis Saalfeld-Rudolstadt (SLF)                                                                       | - Jena - Berufsfeuerwehr                                                                                    | - 1.938,80 km² - 293.172                      | KITH-Thüringen (luftgebundene Sekundärtransporte) |
| Leitstelle Nordhausen                                                          | - Feuerwehr - Rettungsdienst - Katastrophenschutz | - Landkreis Nordhausen (NDH) - Kyffhäuserkreis (KYF)                                                                                                | - Nordhausen - Kreise                                                                                       | - 1.750,83 km² - 152.500                      | |
| Florian Nordhausen                                                             | - Feuerwehr (Stadt Nordhausen) | - Stadt Nordhausen (NDH) | - Nordhausen - Berufsfeuerwehr                                                                              | - 108,25 km² - 40.767                         | Leitstand bei der BF Nordhausen. Einsätze des Notrufs 112 werden von der Leitstelle Nordhausen an die BF weitergegeben. |
| Leitstelle Schmalkalden-Meiningen                                              | - Feuerwehr - Rettungsdienst - Katastrophenschutz | - Landkreis Schmalkalden-Meiningen (SM) | - Meiningen - Kreis                                                                                         | - 1.251,17 km² - 120.214                      | Planung und schrittweise Umsetzung der Integration in die Leitstelle Suhl zur Regionalleitstelle Südthüringen bis 2027/2028. |
| Leitstelle Suhl                                                                | - Feuerwehr - Rettungsdienst - Katastrophenschutz | - Suhl (SHL) - Landkreis Sonneberg (SON) - Landkreis Hildburghausen (HBN)                                                                           | - Zella-Mehlis - Rettungsdienstzweckverband                                                                 | - 1.540,87 km² - 149.636                      | Planung und schrittweise Umsetzung der Integration des Landkreises Schmalkalden-Meiningen zur Regionalleitstelle Südthüringen bis 2027/2028. |
| Leitstelle Unstrut-Hainich                                                     | - Feuerwehr - Rettungsdienst - Katastrophenschutz | - Unstrut-Hainich-Kreis (UH) | - Mühlhausen - Kreis                                                                                        | - 931,60 km² - 94.613                         | |
| Florian Weimar                                                                 | - Feuerwehr | - Weimar (WE) | - Weimar - Berufsfeuerwehr                                                                                  | - 84,48 km² - 65.954                          | Leitstand der Berufsfeuerwehr Weimar. Einsätze des Notrufs 112 werden von der Leitstelle Erfurt an die BF weitergegeben. |
| Leitstelle Weimarer Land                                                       | - Feuerwehr - Rettungsdienst - Katastrophenschutz | - Landkreis Weimarer Land (AP) | - Apolda - Kreis/DRK                                                                                        | - 804,47 km² - 82.392                         | |

## Ehemalige Leitstellen
Dieser Abschnitt listet ehemalige Leitstellen auf, die in der Regel durch Fusionen weggefallen sind.
| Funkrufname          | Aufgaben                                          | Örtliche Zuständigkeit - Landkreise - Kreisfreie Städte                 | - Standort - Betreiber | - Fläche - Einwohner     | Anmerkungen & von / bis |
| Niedersachsen        | Niedersachsen                                     | Niedersachsen                                                           | Niedersachsen          | Niedersachsen            | Niedersachsen           |
| -------------------- | ------------------------------------------------- | ----------------------------------------------------------------------- | ---------------------- | ------------------------ | ----------------------- |
| Leitstelle Nordhorn  | - Feuerwehr - Rettungsdienst - Katastrophenschutz | - Landkreis Grafschaft Bentheim                                         | - Nordhorn - Kreis     | - 980,8 km² - 135.270    | Bis 2023                |
| Rheinland-Pfalz      |                                                   |                                                                         |                        |                          |                         |
| Leitstelle Kreuznach | - Feuerwehr - Rettungsdienst - Katastrophenschutz | - Landkreis Bad Kreuznach - Rhein-Hunsrück-Kreis - Landkreis Birkenfeld | - Bad Kreuznach - DRK  | - 2.603,59 km² - 350.916 | Jan. 2007 - Jan. 2025   |